# Karl Becker (Maler)

Karl Becker

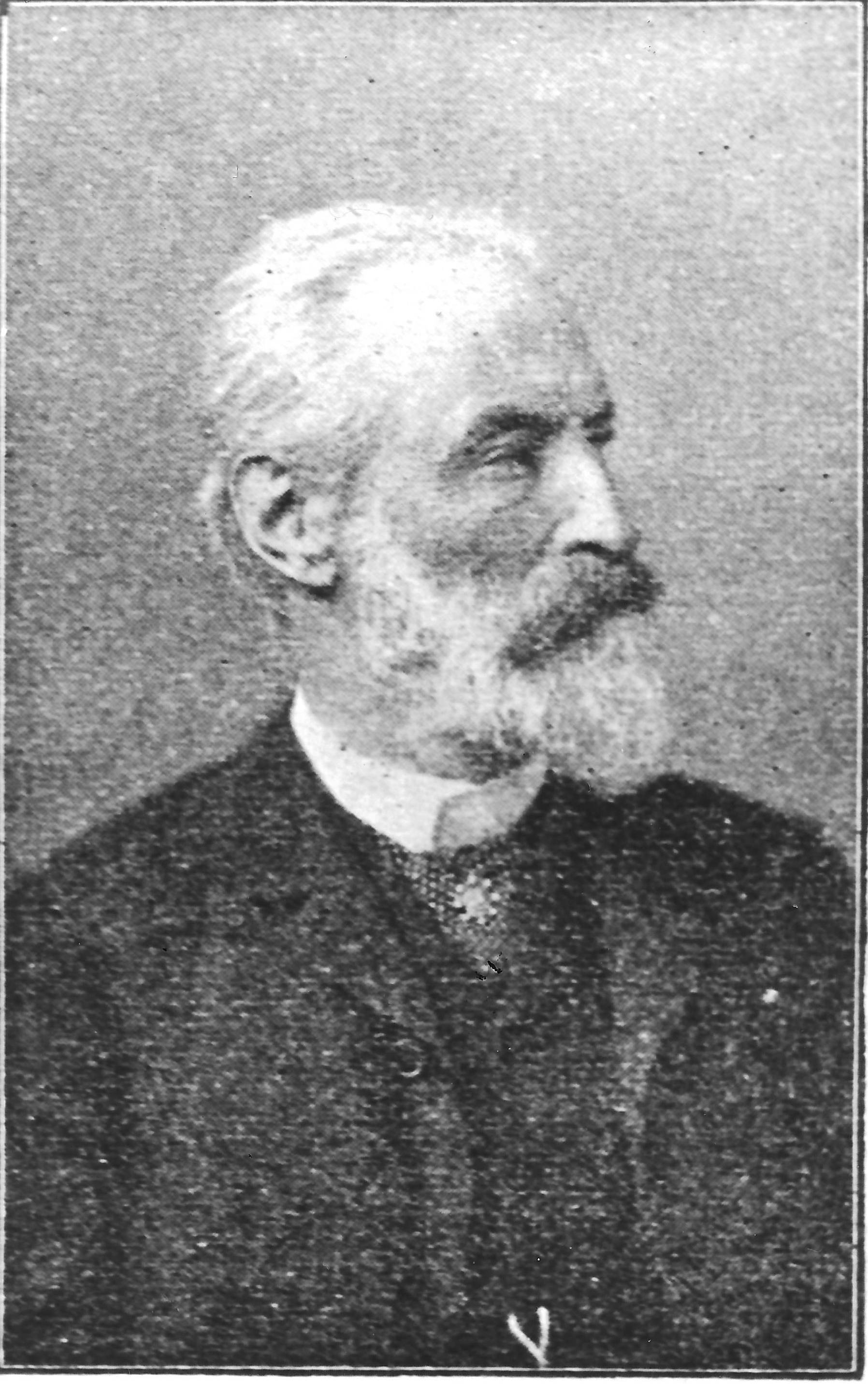
Karl Becker (Photographie, aus: Katalog der Großen Berliner Kunstausstellung 1897)

Karl Ludwig Friedrich Becker (* 18. Dezember 1820 in Berlin; † 20. Dezember 1900 ebenda) war ein deutscher Historienmaler.

## Leben
Karl Becker war von 1837 bis 1840 Schüler an der Berliner Akademie. Seine Ausbildung setzte er im Atelier von August von Kloeber fort. 1841 beteiligte er sich an den Kartons für Schinkels Fresken für die Vorhalle des Alten Museums in Berlin und später an deren Ausführung unter Peter von Cornelius. Bei seinem Studienaufenthalt in München nahm er an der Ausmalung der Kirche St. Bonifaz unter Heinrich Maria von Hess teil. 1842 gewann er in der akademischen Konkurrenz als Preis ein Stipendium, das ihm 1843 einen Aufenthalt in Paris und anschließend von 1844 bis 1847 in Rom ermöglichte. Nach Berlin zurückgekehrt, führte er fünf Gemälde im Niobidensaal des Neuen Museums aus. Die Reife seiner Darstellung erlangte er in Venedig, das er 1853 besuchte. Seine bedeutendsten Werke entstanden nach dem Vorbild Paolo Veroneses und anderer venezianischer Meister. Zwei seiner Bilder gehören zur Sammlung der Berliner Nationalgalerie.
1860 wurde er Mitglied der Preußischen Akademie der Künste, Sektion für die Bildenden Künste. Von 1882 bis 1895 war er Präsident der Akademie, danach bis zu seinem Tode deren Ehrenpräsident. 1874 wurde er als assoziiertes Mitglied in die Königliche Akademie der Wissenschaften und Schönen Künste von Belgien aufgenommen.
Karl Becker starb 1900, nur zwei Tage nach seinem 80. Geburtstag, in Berlin und wurde auf dem Alten St.-Matthäus-Kirchhof in Schöneberg beigesetzt. Das Grab ist nicht erhalten geblieben.

## Galerie

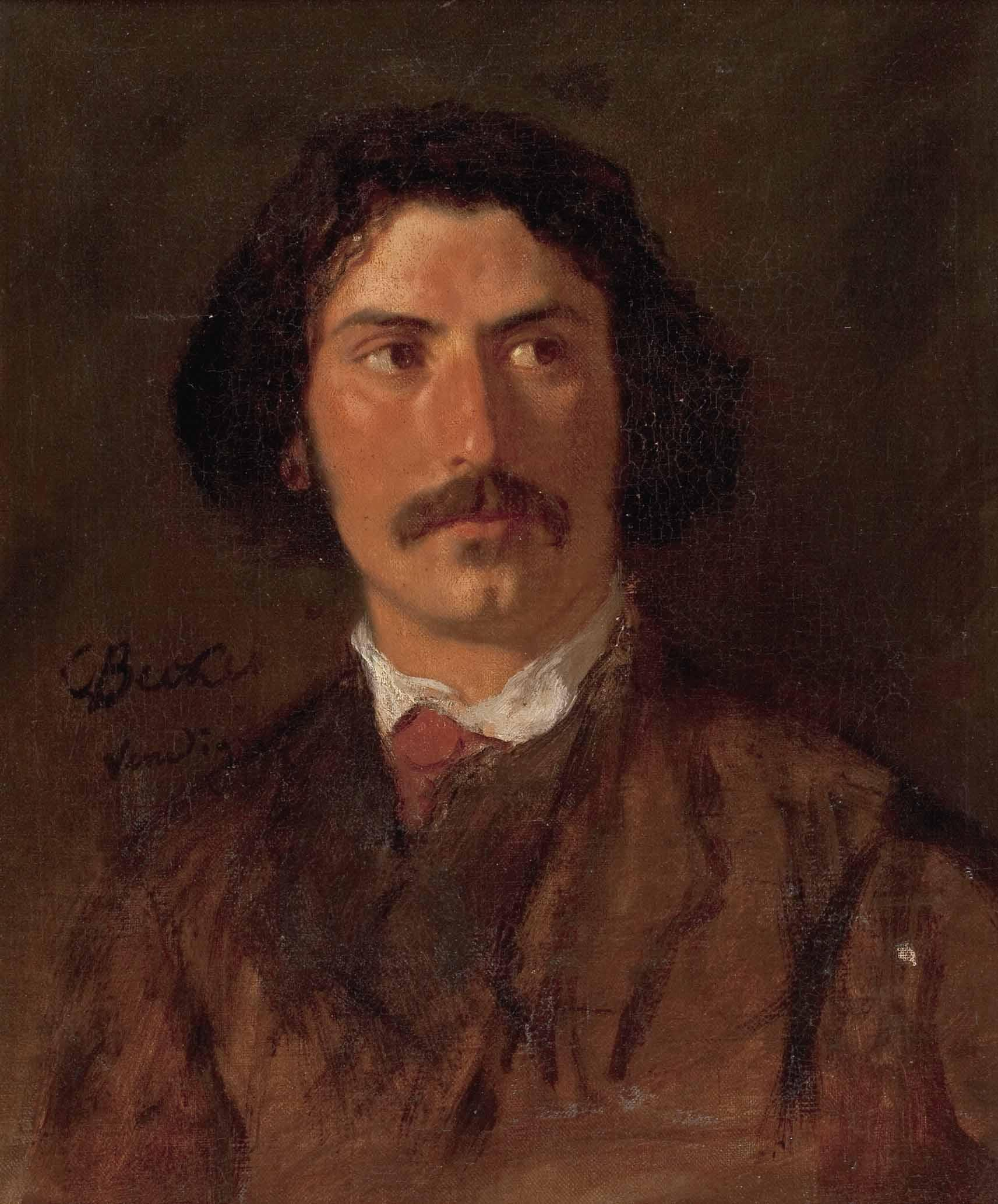
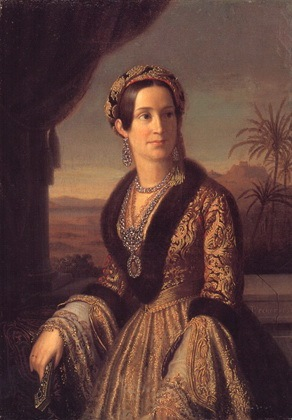
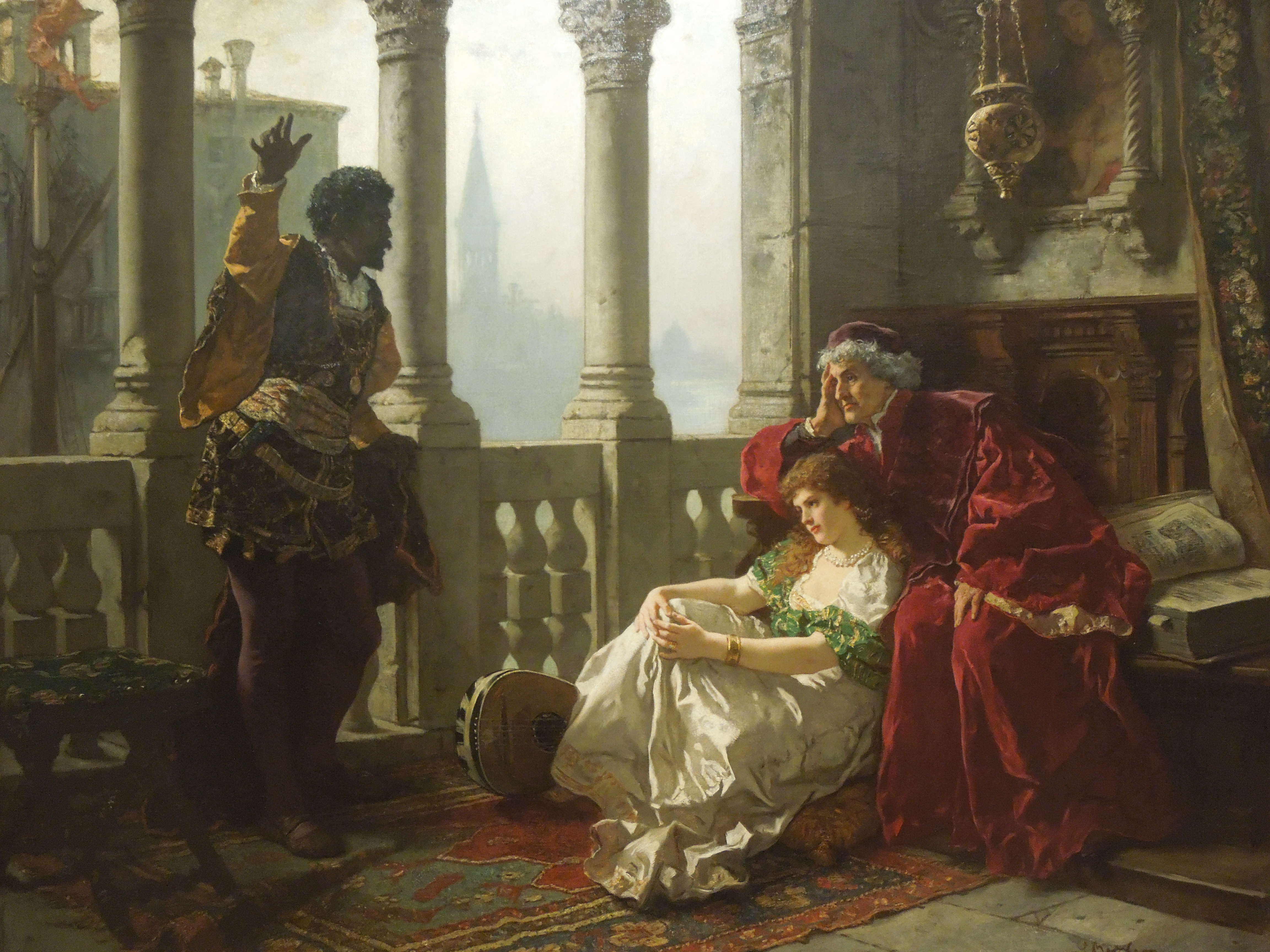
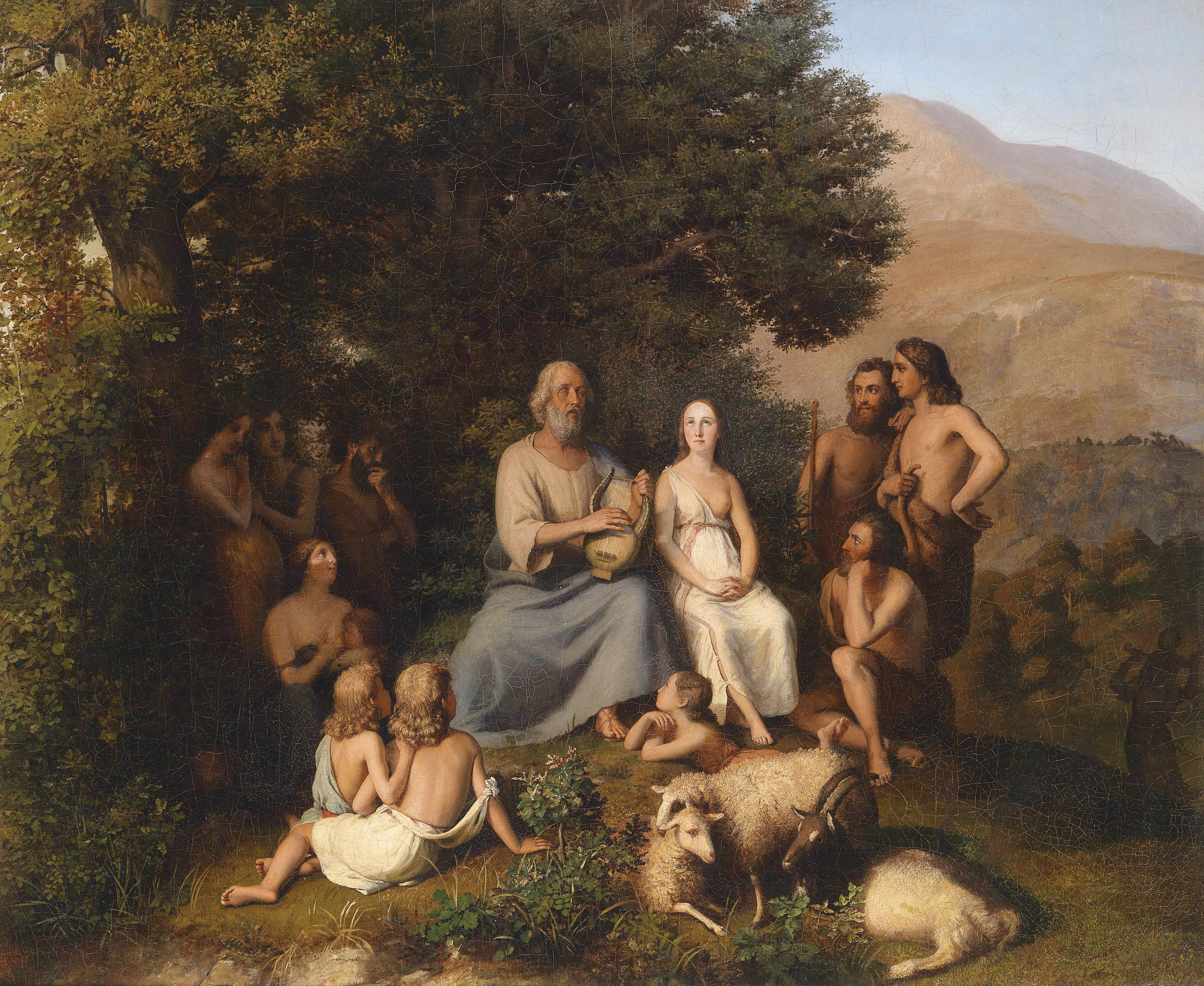
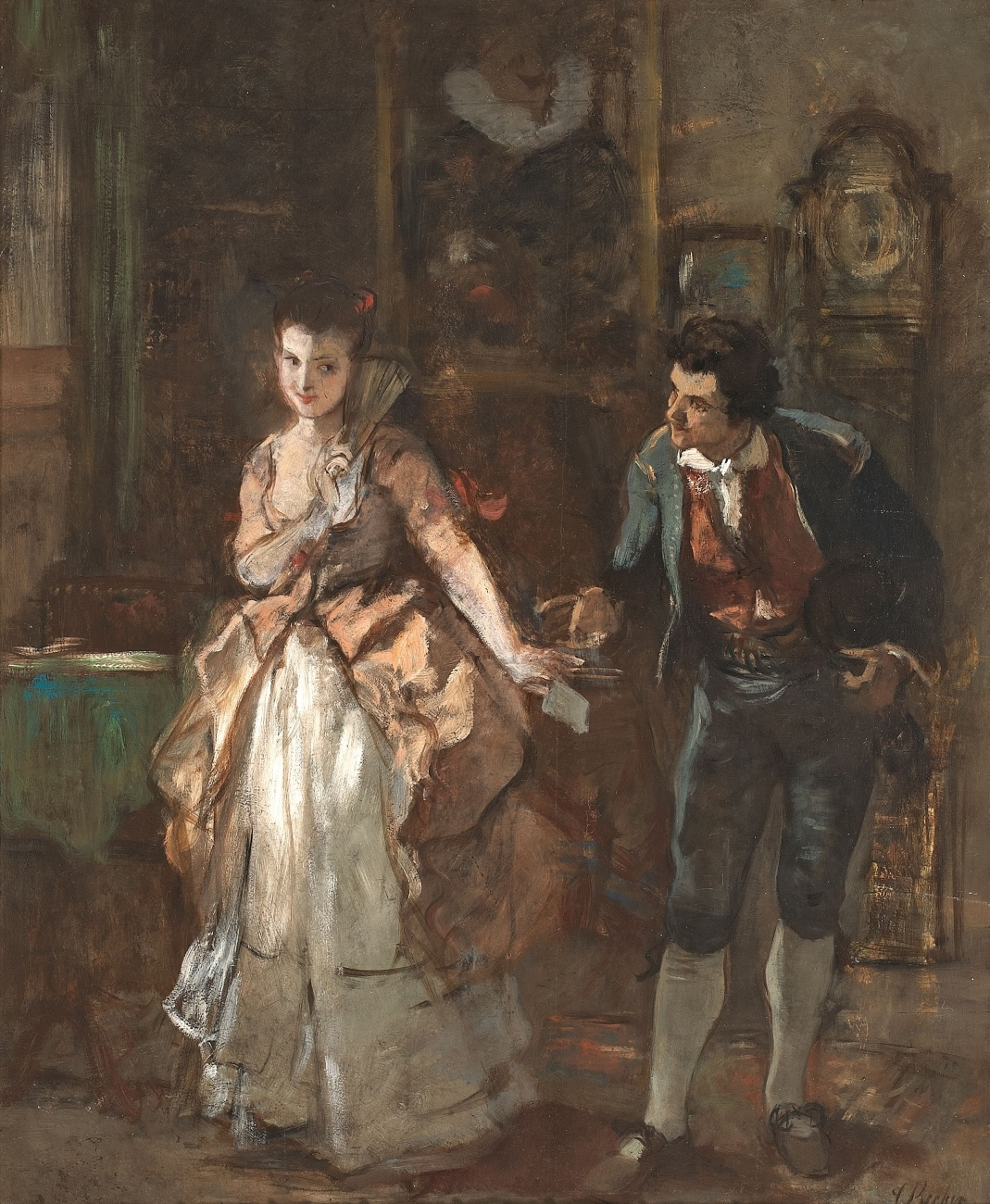
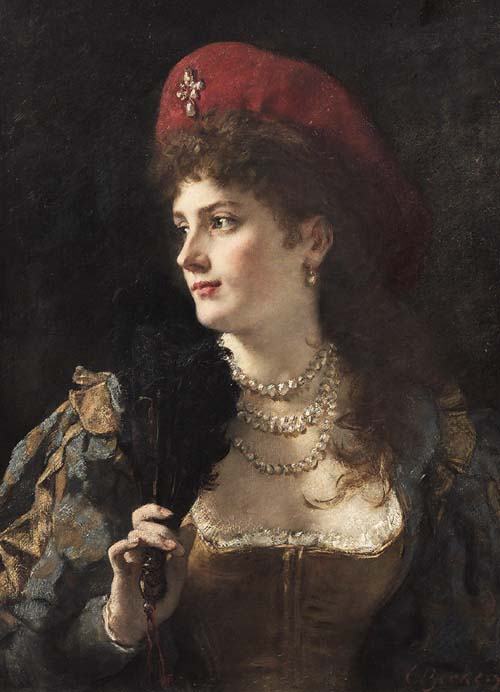
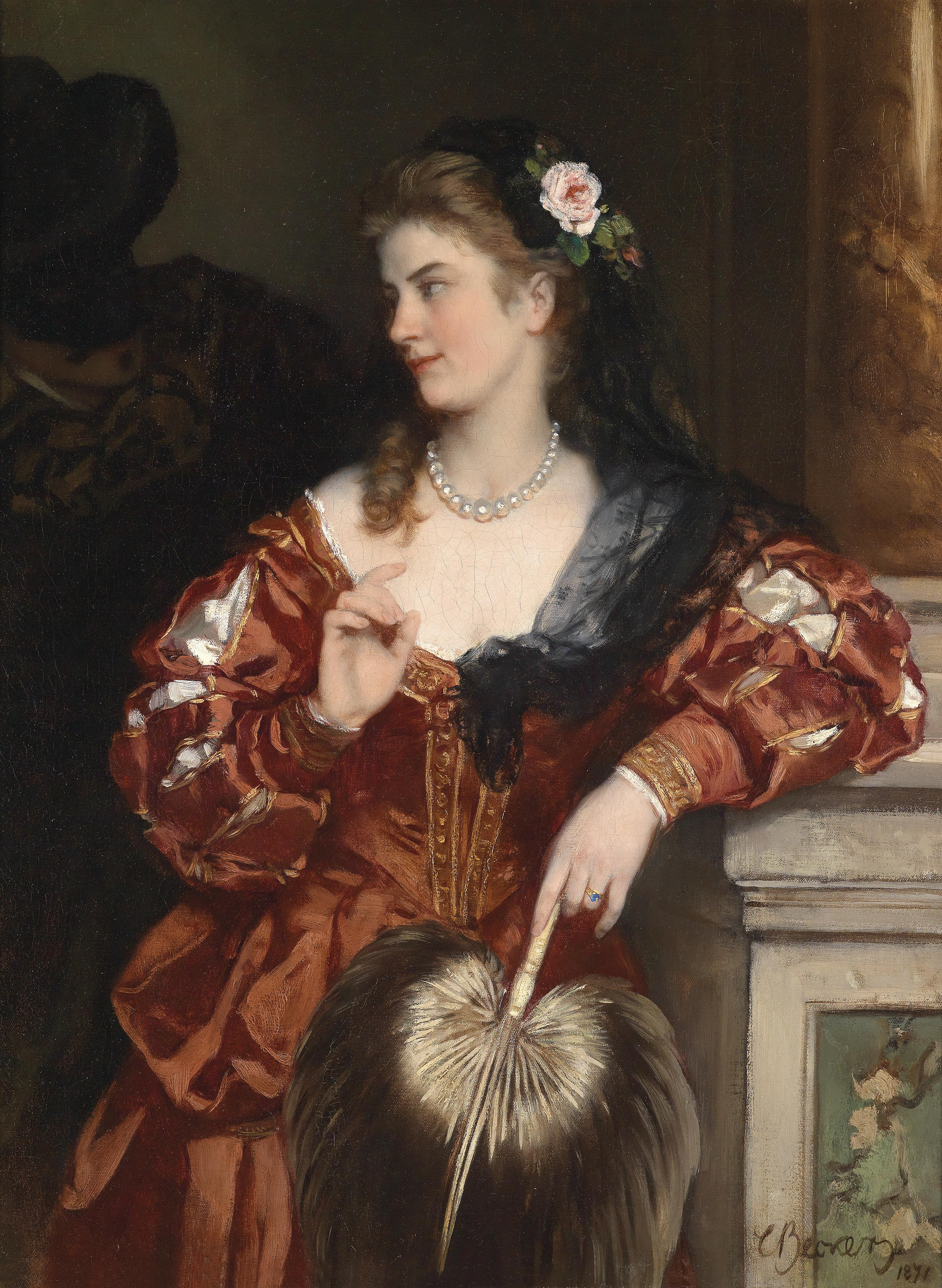
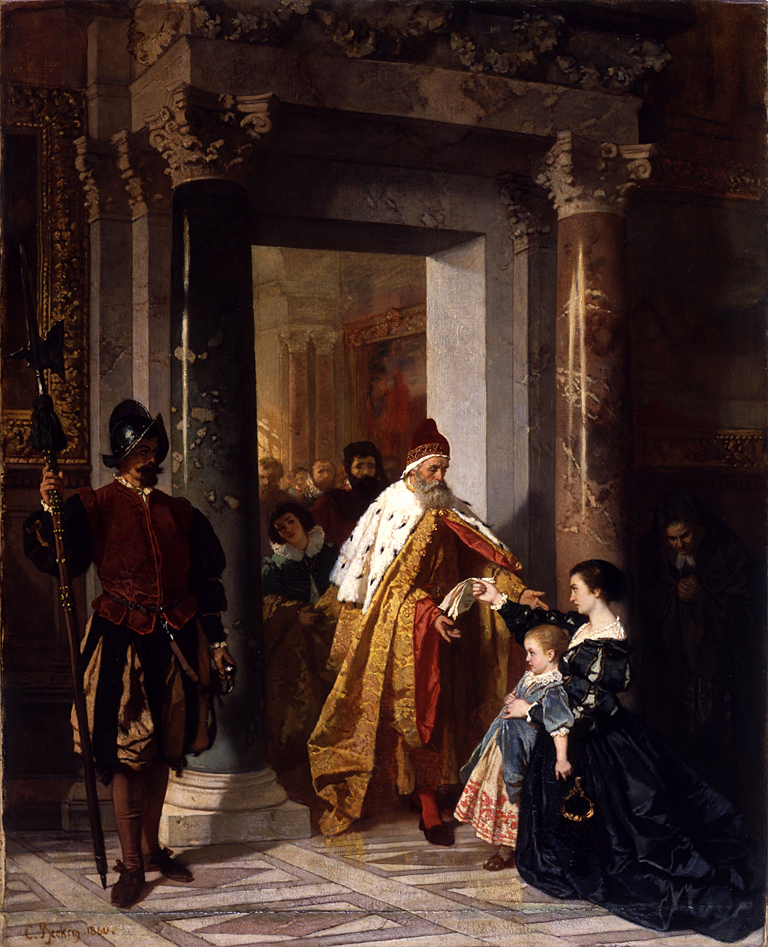
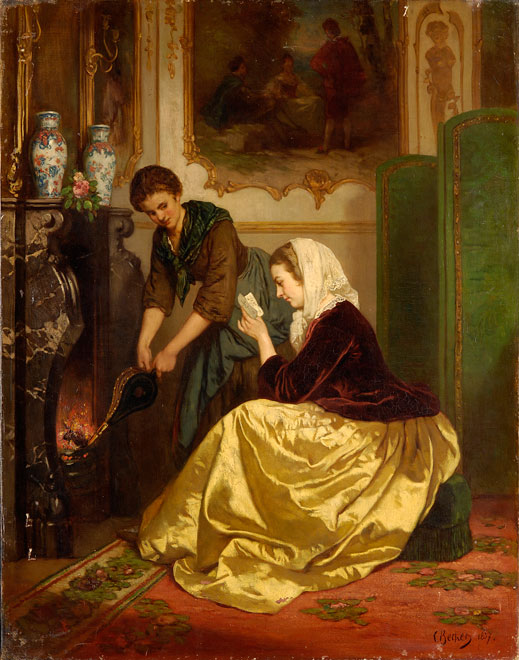
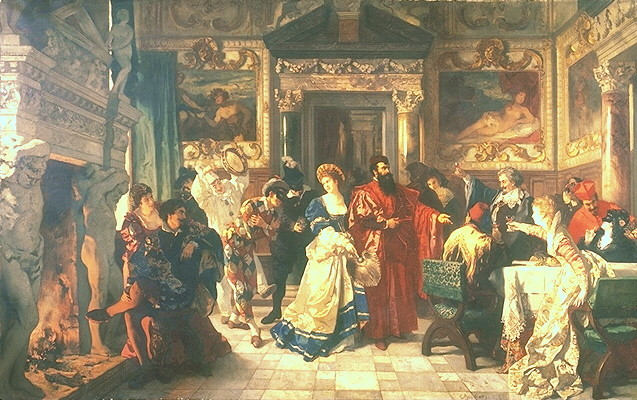

## Werke (Auswahl)
- Jugendselbstbildnis 1839; ausgestellt: '100 Jahre Berliner Kunst', Verein Berliner Künstler, Berlin 1929 (Ausst.-Kat., Nr. 63; Bes.: Frl. Eva und Christine Becker); Käte Gläser: Das Bildnis im Berliner Biedermeier. Berlin 1932, Tafel 35.
- Die Rückkehr des Tobias (1840); ausgestellt: Akademische Kunstausstellung, Berlin 1840 (Ausst.-Kat., Nr. 35)
- Cimabue findet den Hirtenknaben Giotto, ein Schaf aus seiner Herde zeichnend (1840); ausgestellt: Akad. Kunstausstellung, Berlin 1840 (Ausst.-Kat., Nr. 36)
- Ödipus, flüchtig und geblendet am Eingang des Haines der Eumeniden, flucht dem Polyneikes 1842; ausgestellt: Akad. Kunstausstellung, Berlin 1842 (Ausst.-Kat., Nr. 42)
- Amor entführt Psyche (1844); ausgestellt: Akad. Ausstellung, Berlin 1844 (Ausst.-Kat., Nr. 33)
- Bacchus und Ariadne 1845; ausgestellt: Akad. Kunstausstellung, Berlin 1846.
- Wandmalereien im Niobidensaal des Neuen Museums in Berlin (1847 1855):
  - Kekrops betet die Statue der Athene an
  - Cadmus tötet den Drachen
  - Hypsipyle findet den von einer Schlange getöteten Opheltes (auch Archemoros genannt)
  - Hyllos, Sohn des Herkules, bringt seiner Mutter das Haupt des Eurystheus
  - Merkur schläfert Argus ein
- Belisar als Bettler, Öl, 1850, Niedersächsisches Landesmuseum, Hannover
- Der Schmuckhändler beim Senator, 1855; ehem. Sammlung P. Ravené, Berlin (Verzeichniss der Ravené’schen Gemälde-Sammlung in Berlin. Troeitzsch & Sohn, Berlin 1879, Nr. 6)
- Lady with Greyhound, Öl, 1858, Milwaukee Art Museum
- Venezianische Karnevalsszene (Karnevalsfest beim Dogen von Venedig), 1859; Öl auf Leinwand, 129 × 213 cm, Nationalgalerie Berlin
- Der Bravo (venezianischer Raubritter); ausgestellt: Akad. Kunstausstellung, Berlin 1864; Öl auf Leinwand, 84,5 × 66,5 cm, Privatbesitz
- Kaiser Karl V. bei Jakob Fugger, 1866; Öl auf Leinwand, 101 × 127 cm, Nationalgalerie Berlin
- Geburtsfeier eines Nürnberger Ratsherren, (1869); ausgestellt: Akad. Kunstausstellung, Berlin 1870, Breslauer Kunst-Ausstellung 1871, Eigentum des Stadtmuseums in Königsberg. Reproduktion: Holzstich von Ludwig Heitland, in: Daheim, 1872.1, S. 53.
- Junge Dame am Kamin, einem Cavalier vorlesend, 1869; Öl auf Leinwand, 101 × 94,5 cm; ehemals Stadtmuseum Stettin, Sammlung Maurer
- Selbstbildnis mit schwarzem Schlapphut Brustbild, 1871; Öl auf Leinwand, 74 × 61 cm, oval; bez.: C.Becker se ipse 1871; Berlin, Berlin Museum; ausgestellt: '100 Jahre Berliner Kunst', Verein Berliner Künstler, Berlin 1929 (Ausst.-Kat., Nr. 64); Bes.: Frl. Eva und Christine Becker. – Kritischer Katalog der Gemälde des Berlin Museums 1994, Nr. 18 (Abb.)
- Bildnis Eva Becker, Frau des Künstlers in rostfarbenem Seidenkleid mit weißem Umhang, um 1871; Öl auf Leinwand, 74.5 × 60 cm, oval; Berlin, Berlin Museum; ausgestellt: '100 Jahre Berliner Kunst', Verein Berliner Künstler, Berlin 1929 (Ausst.-Kat., Nr. 65), 70 × 56 cm; Bes.: Frl. Eva und Christine Becker. – Kritischer Katalog der Gemälde des Berlin Museums 1994, Nr. 19 (Abb.)
- Dürer zeigt den venezianischen Künstlerkollegen seine Studien, 1872; ausgestellt: 48. Akad. Kunstausstellung, Berlin 1872.
- Ave Maria (Ständchen zweier Frauen vor einem Marienbild); bez.u.l.: CBecker 1880; ausgestellt: Große Berliner Kunstausstellung, Berlin 1897 (Ausst.-Kat., Nr. 71); Reproduktion: Holzstich, in: Schorers Familienblatt, Bd. 4, 1883.
- Papst Julius II. besichtigt die ausgegrabene Statue des Apoll vom Belvedere, 1887; (1909) Corcoran Gallery of Art, Washington, D.C., USA; ausgestellt: Akad. Kunstausstellung, Berlin 1887 (Ausst.-Kat., Nr. 30)
- Studie für ein Saalgemälde im Palazzo Pisani in Venedig; ausgestellt: Münchner Jahresausstellung im Glaspalast, 1900 (Ausst.-Kat., Nr. 41)